# Жемтала
Жемтала́ (кабард.-черк. Жэмтхьэлэ, карач.-балк. Жемтала) — село в Черекском районе Кабардино-Балкарской Республики.
Образует муниципальное образование «сельское поселение Жемтала», как единственный населённый пункт в его составе.

## География
Селение расположено в восточной части Черекского района, в междуречье рек Псыгансу и Жемтала. Находится в 9 км к востоку от районного центра Кашхатау и в 45 км к юго-востоку от города Нальчик.
Площадь территории сельского поселения составляет — 47,54 км2. Основную часть земельного фонда составляют сельскохозяйственные земли и нагорные пастбища.
Граничит с землями населённых пунктов: Верхняя Жемтала на юго-востоке, Бабугент на юго-западе, Кашхатау на западе и Зарагиж на севере.
Населённый пункт расположен в переходной от предгорной в горную зоне республики. Село с запада, юга и востока окружён Лесистым хребтом и его отрогами. Местность имеет в основном холмисто-гористый рельеф с абсолютными отметками в 1700 метров. Средние высоты на территории села составляют 764 метров над уровнем моря. 
Сильно пересеченный рельеф, неоднородность почвообразующих пород и значительный перепад высот, дают большое разнообразие климатических условий на территории сельского поселения, и обуславливают большую пестроту почвенного покрова. На присельском участке преобладают серые лесные и темно-серые лесные почвы. На участках горных пастбищ преобладают горно-луговые почвы. На территории сельского поселения имеются большие запасы глины, пригодные для производства строительных материалов, в частности кирпичей и черепиц..
Гидрографическая сеть представлен реками — Псыгансу, Жемтала, Малая Жемтала, Кудахурт, Белые камни и их мелкими притоками родникового происхождения.
Климат влажный умеренный, с тёплым летом и прохладной зимой. Среднегодовая температура воздуха составляет +8,5°С, и колеблется от средних +19,5°С в июле, до средних −3,5°С в январе. Среднегодовое количество осадков составляет около 800 мм. Основное количество которых выпадает в весенний период. Основные ветры — северо-восточные и горно-долинные. Вегетационный период длится около 200—210 дней.

## Этимология
Название села происходит от одноимённой реки Жемтала (кабард.-черк. Жэмтхьэлэ), что в переводе с кабардинского языка означает «топящая коров» (жэм — «корова», тхьэлэ — «топить»).
Есть также версия, согласно которой название переводят с балкарского языка как «кормовая поляна» (зем — «корм», тала — «поляна»). При этом, название реки является первичной, позже распространённая на местность и село. 

## История
Жемтала — селение, основанное кабардинскими дворянами Кожоковыми, подвластными кабардинских князей Кайтукиных. Изначально село состояло из 3 кварталов: Кайтукей (кабард.-черк. Къэтыкъуей; по имени князей Кайтукиных, на левом берегу реки Жемталинка); Жаникой (кабард.-черк. Жаныкъуей) и Докшукей (кабард.-черк. Дэхъушыкъуей; на правом берегу реки Жемталинка).
На своём нынешнем месте село основано в 1845 году, переселенцами под предводительством кабардинских уорков (дворян) Кожоковых. До этого аул находился чуть западнее, в районе реки Кудахурт, откуда в связи с массовым заболеванием жителей аула «тифом», им пришлось переселяться в другое место. Село принадлежало кабардинским дворянам Кожоковым, и как нынешнее селение Нижний Черек и часть современного села Аргудан, носило название — Кожоково (кабард.-черк. Къуэжьыкъуей).
В 1865 году в ходе Земельной реформы Кабарды и программы по укрупнению кабардинских селений, к аулу Муссы Кожокова были присоединены близлежащие селения — аул князя Бек-Мурзы Докшукина и аул Муссы Женокова. 
В 1920 году с окончательным установлением советской власти в Кабарде, решением Нальчикского ревкома Верхнее Кожоково как и другие кабардинские селения было переименовано, из-за наличия в их названиях княжеских и дворянских фамилий. В результате село получило название — Жемтала, от наименования реки протекавшей через село.
В 1930 году в селе образован крупный колхоз «Мезхурей», позднее переименованный в «Москву». С 1947 по 1987 год колхоз «Москва» села Жемтала возглавлял Магомед Атабиев, удостоенный за свою работу звания Героя Социалистического Труда.  
В годы Великой Отечественной войны, село в ноябре 1942 года был оккупирован немецкими войсками, нанесшими серьезный удар по хозяйству села. В начале января 1943 года Жемтала было освобождено от захватчиков и началось восстановление села. 
В 1944 году село передано из Урванского района в состав новообразованного Советского района. 
В 1957 году в состав Жемталы был включён образованный в 1910-х годах маленький балкарский посёлок — Тамакла, располагавшийся к юго-западу от села. Изначально в местности Тамакла, жители Верхней Балкарии находились в определенное время года, жили в кошах, держали скот, разводили небольшие огороды. В начале XX века несколько семей начали жить здесь круглый год. Их коши окрепли и они построили дома, куда перевезли свои семейства. За ними последовали еще несколько семей и в итоге, к 1912 году здесь уже был посёлок, а в 1913 году, согласно Терскому календарю, он получил официальный статус и состоял при Балкарском обществе. Ныне Тамакла составляет один из микрорайонов села Жемтала.
В 1992 году Жемталинский сельский совет был реорганизован и преобразован в Жемталинскую сельскую администрацию. В 2005 году Жемталинская сельская администрация была преобразована в муниципальное образование, со статусом сельского поселения.

## Население
| 2002  | 2010  | 2012  | 2013  | 2014  | 2015  | 2016  |
| ----- | ----- | ----- | ----- | ----- | ----- | ----- |
| 3171  | ↗3260 | ↗3281 | ↗3305 | ↗3306 | ↘3302 | ↗3334 |
| 2017  | 2018  | 2019  | 2020  | 2021  | 2023  | 2024  |
| ↘3325 | ↗3326 | ↗3342 | ↗3351 | ↘3126 | ↘3097 | ↗3115 |
| 2025  |       |       |       |       |       |       |
| ↗3128 |       |       |       |       |       |       |

Плотность — 65.8 чел./км2.
Национальный состав
По данным Всероссийской переписи населения 2010 года:
| Народ      | Численность, чел. | Доля от всего населения, % |
| ---------- | ----------------- | -------------------------- |
| кабардинцы | 2998              | 92,0 %                     |
| балкарцы   | 244               | 7,5 %                      |
| другие     | 18                | 0,5 %                      |
| всего      | 3 260             | 100 %                      |

По данным Всероссийской переписи 2021 года:
| Народ               | Численность, чел. | Доля от всего населения, % |
| ------------------- | ----------------- | -------------------------- |
| кабардинцы          | 2 871             | 91,84 %                    |
| балкарцы            | 218               | 6,97 %                     |
| другие / не указано | 37                | 1,18 %                     |
| всего               | 3 126             | 100,0 %                    |

Поло-возрастной состав
По данным Всероссийской переписи населения 2010 года:
| Возраст     | Мужчины, чел. | Женщины, чел. | Общая численность, чел. | Доля от всего населения, % |
| ----------- | ------------- | ------------- | ----------------------- | -------------------------- |
| 0 — 14 лет  | 325           | 317           | 642                     | 19,7 %                     |
| 15 — 59 лет | 1 085         | 1 017         | 2 102                   | 64,5 %                     |
| от 60 лет   | 219           | 297           | 516                     | 15,8 %                     |
| Всего       | 1 629         | 1 631         | 3 260                   | 100,0 %                    |

Мужчины — 1 629 чел. (50,0 %). Женщины — 1 631 чел. (50,0 %).
Средний возраст населения — 34,9 лет. Медианный возраст населения — 30,7 лет.
Средний возраст мужчин — 33,8 лет. Медианный возраст мужчин — 30,3 лет.
Средний возраст женщин — 36,0 лет. Медианный возраст женщин — 31,2 лет.

## Местное самоуправление
Администрация сельского поселения Жемтала — с. Жемтала, ул. Ленина, 93.
Структуру органов местного самоуправления сельского поселения составляют:
- Исполнительно-распорядительный орган — Местная администрация сельского поселения Жемтала. Состоит из 5 человек.
  - Глава администрации сельского поселения — Дохов Артур Валерьевич.
- Представительный орган — Совет местного самоуправления сельского поселения Жемтала. Состоит из 13 депутатов, избираемых на 5 лет.

## Образование
- МКОУ Средняя общеобразовательная школа № 1 «им. Черкесова Х.К.» — ул. Ленина, 134.
- МКОУ Средняя общеобразовательная школа № 2 «им. Атабиева М.К.» — ул. Сталина, 50.
- Начальная школа Детский сад (при школе) — ул. Ленина, 134.
- МКОУ Детская школа искусств — ул. Ленина, 99.

## Здравоохранение
- Участковая больница — ул. Губжокова, 4.

## Культура
- МКУ Сельский Дом Культуры — ул. Ленина, 95.

Общественно-политические организации:
- Адыгэ Хасэ
- Совет старейшин
- Совет ветеранов труда и войны и др.

## Ислам
- Сельская мечеть — ул. Ленина, 138.

## Экономика
Основу экономики села составляет сельское хозяйство.
В пределах сельского поселения строятся ГЭС в составе Ниже-Черекского каскада ГЭС.

## Улицы
На территории села зарегистрировано 21 улица и 4 переулка:
Улицы

| Атабиева        |
| Выгонная        |
| Гергова         |
| Гешева          |
| Губжокова Г. Х. |
| Губжокова Л. М. |
| Дохова          |

| Кагазежева |
| Кирова     |
| Ленина     |
| Лермонтова |
| Молодёжная |
| Надречная  |
| Пачева     |

| Первомайская |
| Родниковая   |
| Сталина      |
| Степная      |
| Суворова     |
| Чапаева      |
| Чкалова      |

Переулки

| Мечиева   |
| Мечникова |

| Мира |

| Чехова |

## Известные уроженцы
- Атабиев Магомед Кицбатырович – Герой Социалистического Труда, председатель правления колхоза «Москва». В его честь в селе названа школа.
- Гороев Жамболат Хакимович — заслуженный артист Кабардино-Балкарии, Карачаево-Черкесии и Республики Ингушетия. Видный деятель культуры.
- Дохов Михаил Тутович — советский военачальник, генерал-майор авиации.